# Kerk van Grimersum
De kerk van Grimersum is een romanogotische kerk in het dorp Grimersum in de gemeente Krummhörn in Oost-Friesland. De kerk werd gebouwd tussen 1270 en 1280. De losstaande klokkentoren dateert uit de zeventiende eeuw. Zoals de meeste kerken in dit deel van Oost-Friesland is het tegenwoordig een hervormde kerk.